# Stolnik, Sofia
Stolnik (în bulgară Столник) este un sat în comuna Elin Pelin, regiunea Sofia,  Bulgaria. 

## Demografie
Componența etnică a satului Stolnik
     Bulgari (82,94%)
     Romi (2,17%)
     Nicio identificare (14,87%)
     Altele (0%)
La recensământul din 2011, populația satului Stolnik era de 780 locuitori. Din punct de vedere etnic, majoritatea locuitorilor (82,94%) erau bulgari, cu o minoritate de romi (2,17%). Pentru 14,87% din locuitori nu este cunoscută apartenența etnică.